# Типовий проєкт школи № 256
256 або пізніше 2-02-05 — типовий проєкт цегляної двоповерхової школи на 400 місць, розроблений у 1947 в архітектурно-проєктній майстерні при Міністерстві просвіти РРФСР, архітектори М. М. Вавировський і Л. Л. Дилакторська.
Пізнаваною особливістю є симетричний фасад на 9 кроків вікон, середні 3 з яких утворюють щипець. Бічні фасади несиметричні в 9 вікон довжиною, на 4-му кроці еркер сходів з мезоніном. П-образний план з розмірами 39 × 26,3 м. Загальна площа 1312 м². Висота поверху від підлоги до стелі 3,5 м. Висота цоколю 0,75 м, карнизу 9,05 м, щипця 12,85 м, гребня даху 13,2 м.
Одночасно з 256-м проєктом було розроблено 222-й (2-02-03), який має ризаліт навколо входу три вікна шириною і фронтон замісць щипцю і має деякі відмінності у плануванні.
Школи за проєктом було збудовані в Росії, Україні, Білорусі й Естонії.

## Галерея

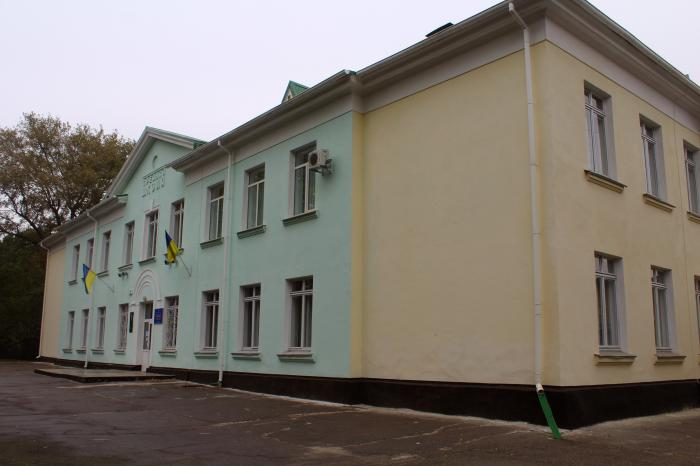
Жовті Води, Гуманітарна гімназія імені Лесі Українки, 1952
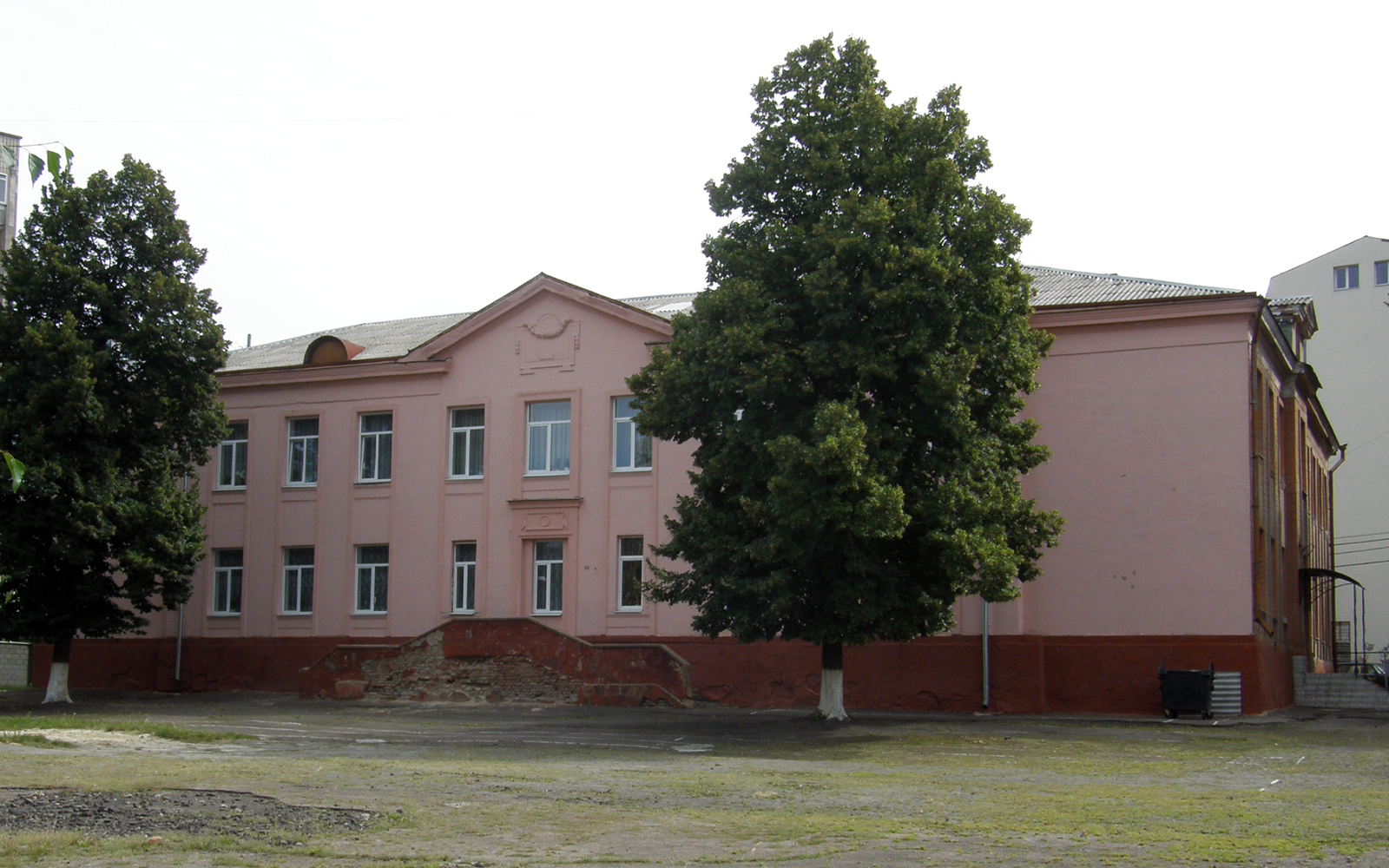
Рівне, корпус молодших клясів школи № 21
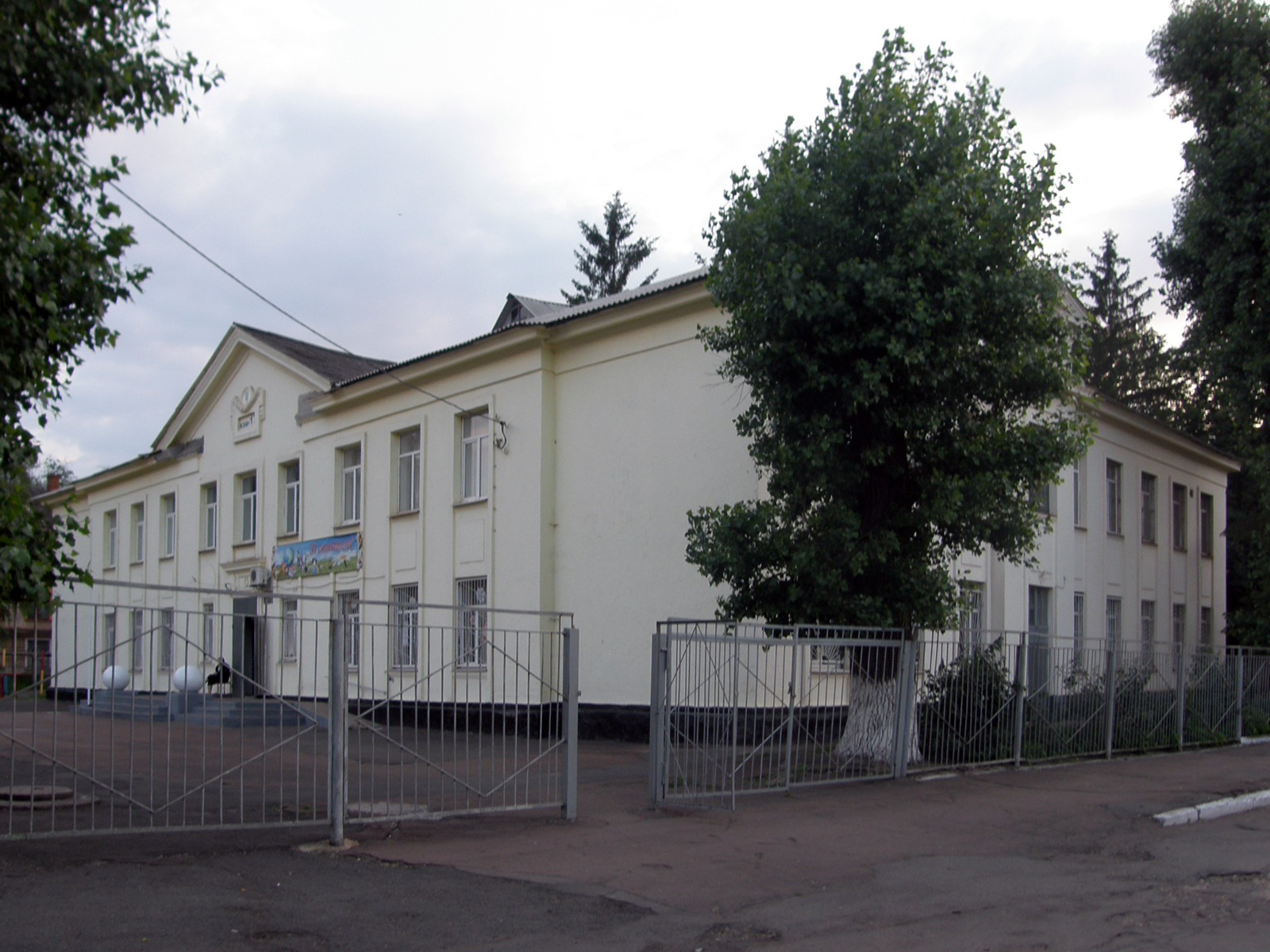
Кривий Ріг, школа № 17
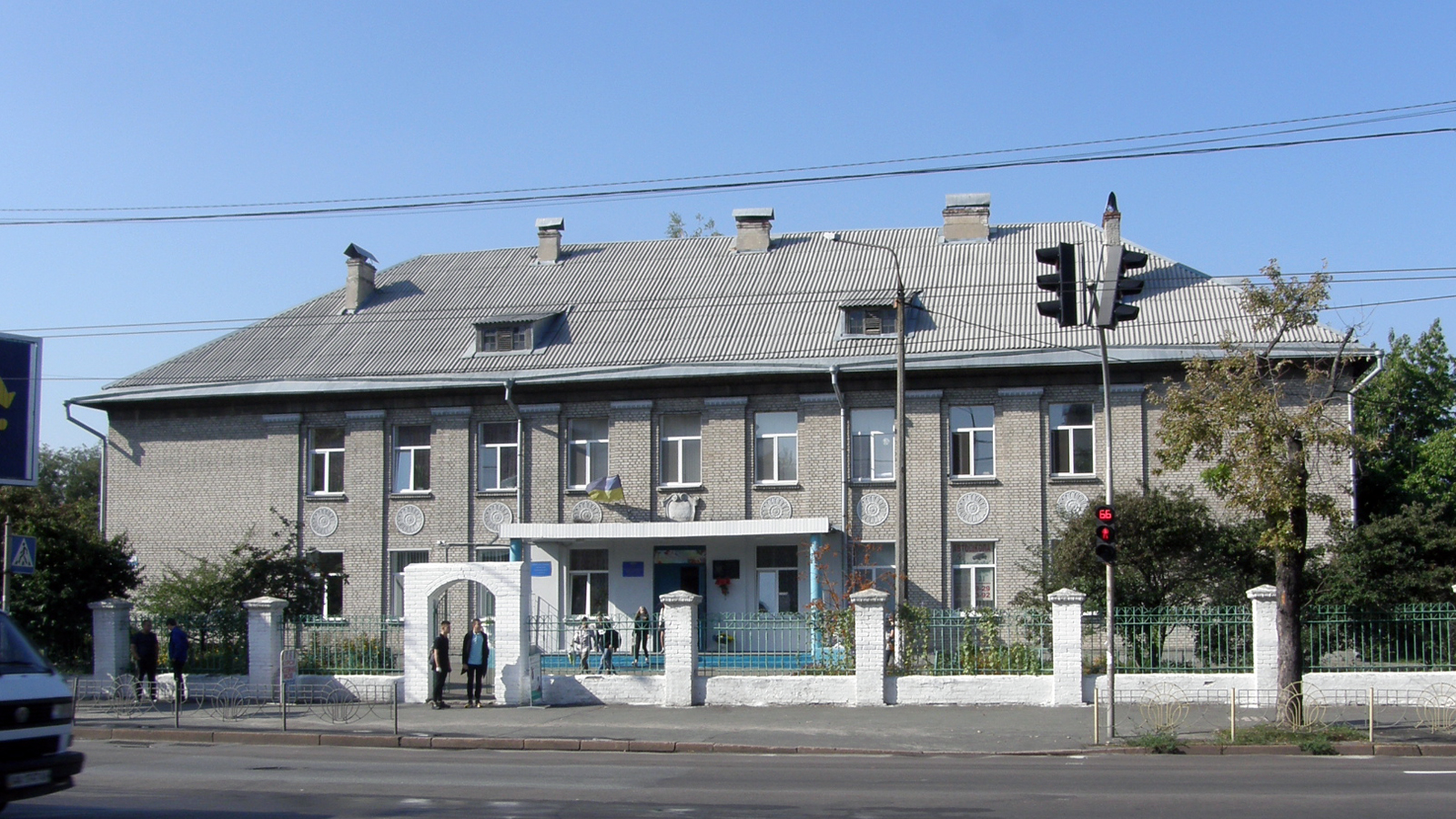
Київ, Дарниця, школа № 148 — без щипця
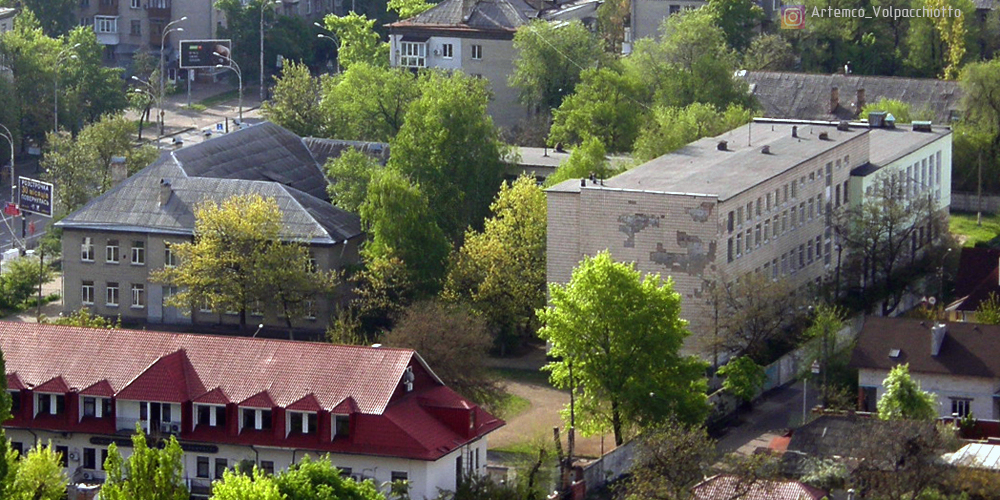
Київ, Дарниця, школа № 148 з добудовою